# 11854 Ludwigrichter
11854 Ludwigrichter este un asteroid din centura principală de asteroizi.

## Descriere
11854 Ludwigrichter este un asteroid din centura principală de asteroizi. A fost descoperit pe 8 septembrie 1988 la Tautenburg de Freimut Börngen. Asteroidul prezintă o orbită caracterizată de o semiaxă mare de 2,38 ua, o excentricitate de 0,14 și o înclinație de 8,6° în raport cu ecliptica.